# Associazione Calcio Crema 1941-1942
Questa pagina raccoglie le informazioni riguardanti l'Associazione Calcio Crema nelle competizioni ufficiali della stagione 1941-1942.

## Stagione
Nella stagione 1941-1942 il Crema ha disputato il girone B del campionato di Serie C. Si è piazzato in nona posizione con 28 punti in classifica.

## Rosa
| N. |                   | Ruolo | Calciatore        |
| -- | ----------------- | ----- | ----------------- |
|    | Italia (bandiera) | P     | Aldo Salvadeo     |
|    | Italia (bandiera) | P     | Aldo Valdameri    |
|    | Italia (bandiera) | D     | Arsenio Dacquati  |
|    | Italia (bandiera) | D     | Guido Dossena     |
|    | Italia (bandiera) | D     | Pietro Ilari      |
|    | Italia (bandiera) | D     | Antonio Piloni    |
|    | Italia (bandiera) | D     | Francesco Rivolta |
|    | Italia (bandiera) | C     | Carlo Battaglia   |
|    | Italia (bandiera) | C     | Piero Braguti     |
|    | Italia (bandiera) | C     | U. Cazzamalli     |

| N. |                   | Ruolo | Calciatore         |
| -- | ----------------- | ----- | ------------------ |
|    | Italia (bandiera) | C     | Carlo Dornini      |
|    | Italia (bandiera) | C     | Bruno Mazza        |
|    | Italia (bandiera) | C     | Ulderico Meanti    |
|    | Italia (bandiera) | C     | Ugo Sallustio      |
|    | Italia (bandiera) | C     | C. Scorsetti       |
|    | Italia (bandiera) | A     | Giuseppe Aliprandi |
|    | Italia (bandiera) | A     | A. Agrati          |
|    | Italia (bandiera) | A     | Achille Casanchini |
|    | Italia (bandiera) | A     | Natale De Carli    |
|    | Italia (bandiera) | A     | Andrea Dugnani     |